# Kermath
Kermath était une entreprise américaine basée à Détroit (Michigan). Elle construisit en 1907 une automobile, la Kermath. Les moteurs marins Kermath ont été produits de 1916 jusqu’aux années 1950.

## Automobile
La voiture Kermath a été construite par James Kermath, qui a immigré de Toronto, au Canada, à la région de Detroit. Le Kermath Speedaway était un petit runabout à quatre places avec un radiateur et un capot en forme de goutte d’eau. Il était proposé avec un moteur quatre cylindres de 26 ch avec une transmission à trois vitesses et un entraînement par arbre. L’essieu avant était tubulaire.

## Moteurs marins
Kermath Manufacturing Co. a produit des moteurs marins des années 1910 aux années 1950, dans des modèles allant des monocylindres aux V-12. Le slogan de Kermath était « un Kermath tourne toujours ». De nombreux moteurs étaient d’une technologie avancée pour leur époque, avec divers modèles ayant des arbres à cames en tête, 4 soupapes par cylindre et deux magnétos.
Les moteurs Kermath Marine étaient couramment utilisés par Garwood, Chris Craft et Matthews ainsi que par de nombreux autres constructeurs de bateaux de l’époque. Pendant la Seconde Guerre mondiale, l’United States Army Air Corps a utilisé le Kermath V-12, Sea-Raider de 550 chevaux pour propulser des bateaux de sauvetage de 104 pieds de long au port de Seattle.